# Zuckerglyceride
Zuckerglyceride sind Lebensmittelzusatzstoffe, die in der Europäischen Union als E 474 gekennzeichnet sind. Sie kommen unter anderem bei der Herstellung von Schokolade zum Einsatz.

## Herstellung

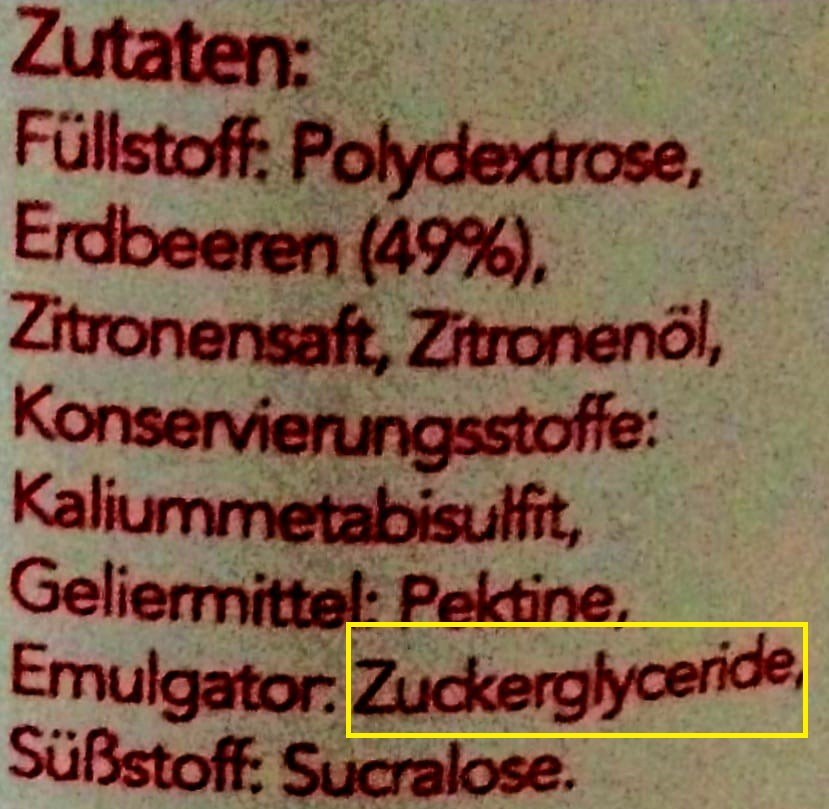
Zutatenliste eines Lebensmittels: Inhaltsstoffangabe von Zuckerglyceriden ohne Angabe der E-Nummer

Bei der Veresterung von Saccharose und Speisefettsäuren kommt es zur Bildung von Zuckerglyceriden. Für die Herstellung werden pflanzliche Öle, aber auch Sojaöl verwendet. Die dafür verwendeten Sojabohnen können gentechnisch verändert sein.

## Eigenschaften
Bei diesem Zusatzstoff handelt es sich um eine komplexe Mischung aus Zuckerestern von Speisefettsäuren und Glycerinfettsäureestern. Die emulgierende Wirkung von Zuckerglyceriden kann je nach Anteil von Zucker und Speisefettsäuren variieren.

## Verwendung
Zuckerglyceride dienen als Mehlbehandlungsmittel und als Emulgator. Sie beeinflussen die Eigenschaft des Mehls zu verkleistern und werden unter anderem für Backwaren eingesetzt. Bei der Produktion von Schokolade werden sie verwendet, um die Fließfähigkeit zu verbessern. Sie finden auch Anwendung bei der Herstellung von Lebensmitteln wie Speiseeis, Süßwaren, Desserts sowie Kuchen und Keksen.

## Rechtliche Situation
In der Europäischen Union sind die Lebensmittelzusatzstoffe gemäß des Anhangs II der Verordnung (EG) Nr. 1333/2008 (Stand August 2021) sowie in der Schweiz, gemäß der Zusatzstoffverordnung (ZuV) (Stand: Juli 2020) aufgelistet. Die Verwendung von Zuckerglyceriden ist weiterhin zugelassen. Für die Nutzung von Zuckerglyceriden besteht eine Höchstmengenbeschränkung von beispielsweise einem Gramm Zusatzstoff pro Liter an flüssigem, abgepacktem Kaffee.

## Gesundheitliche Risiken
Der Verzehr von Zuckerglyceriden gilt grundsätzlich als gesundheitlich unbedenklich. Es wurde eine erlaubte Tagesdosis von 30 Milligramm pro Kilogramm Körpergewicht festgelegt, da die Glyceride bei übermäßigem Verzehr abführend wirken. Zu beachten ist dabei, dass die erlaubte Tagesdosis auch andere Zuckerester mit einschließt.